# 중모현주
중모현주(中牟縣主, 1435년 ~ ?)는 조선 전기의 왕족으로 세종의 넷째 아들인 임영대군의 딸이다. 연산군의 왕비인 폐비 신씨의 어머니이며, 중종의 첫번째 왕비인 단경왕후의 할머니이다. 

## 생애

### 출생과 가계
1435년(세종 17년), 세종과 소헌왕후의 넷째 아들인 임영대군 이구의 장녀로 태어났다. 어머니는 최승녕의 딸인 제안부부인 전주 최씨이다. 외조부인 최승녕의 누이들은 각각 태종의 서자인 함녕군과, 세종의 여섯째 아들이자 중모현주에게는 숙부가 되는 금성대군과 혼인하였다. 외숙부인 최도일의 딸 최씨는 예종의 후궁인 공빈 최씨이다. 
대군(大君)의 딸에게 주어지는 '현주(縣主)'의 작호를 받아 중모현주(中牟縣主)에 봉해졌다. 조선 초기에는 대군의 적녀에게도 현주의 작호를 주었으나, 《경국대전》 반포 이후 왕세자의 서녀에게만 부여하였다.

### 혼인 이후
신승선과 혼인하여 3남 4녀를 낳았으며, 이 중 막내딸이 연산군의 왕비인 폐비 신씨이다. 왕비의 어머니이므로 부부인에 봉작되었을 것이나 이와 관련한 기록은 없고, 일부에서는 흥안부부인(興安府夫人)에 봉작되었다고는 하는데 정확한 기록이 남아있지 않아 알 수 없다.
왕족으로 태어나 그 자녀들 또한 왕실과 중첩된 혼인을 맺었다. 
언제 사망하였는지는 알 수 없다. 중종반정이 일어나면서 막내딸 신씨는 폐위되었으며, 아들인 신수근과 신수겸, 신수영은 모두 살해되었다. 신수근의 둘째 딸이자 중모현주의 손녀가 되는 신씨는 성종의 아들 진성대군(중종)과 혼인하였는데, 중종반정 이후 박원종 등이 중종을 핍박하여 내쫓을 것을 청하였다. 중종은 이를 거절했으나 반정 공신들의 압력에 못이겨 신씨를 내쫓았다. 신씨는 폐위된지 230여년 후인 1739년(영조 15년), 영조에 의해 단경왕후(端敬王后)로 추증되었다.

## 가족 관계
- 조부 : 세종(世宗, 1397~1450)
- 조모 : 소헌왕후 심씨(昭憲王后 沈氏, 1395~1446)
  - 아버지 : 임영대군(臨瀛大君, 1420~1469)
- 외조부 : 최승녕(崔承寧) - 예종의 후궁 공빈 최씨의 조부
- 외조모 : 평산 신씨(平山 申氏)
  - 어머니 : 제안부부인(齊安府夫人) 전주 최씨(全州 崔氏)
    - 남동생 : 오산군 주(烏山君 澍, 1437~1490)
    - 남동생 : 귀성군 준(龜城君 浚, 1441~1479)
    - 남동생 : 정양군 순(定陽君 淳, 1442~1492)
    - 남동생 : 팔계군 정(八溪君 淨, 1445 ~1521)
    - 여동생 : 청하현주(淸河縣主, 1447년 ~ ?)
    - 남동생 : 환성군 징(懽城君 澄, 1450년 ~ ?)

### 배우자와 자녀
| - 남편 : 거창부원군(居昌府院君) 신승선(愼承善, 1436~1502) - 장남 : 익창부원군(益昌府院君) 신수근(愼守勤, 1450년 ~ 1506년) - 며느리 : 청원부부인(淸原府夫人) 한은광(韓銀光, 1447년 ~ ?) - 한충인의 딸 - 손녀 : 단경왕후(端敬王后, 1487년 ~ 1557년) - 중종의 정비 - 차남 : 신수겸(愼守謙, 1453년 ~ 1506년) - 며느리 : 진주 강씨(晉州 姜氏, 1452년 ~ ?) - 강자평의 딸 - 삼남 : 신수영(愼守英, 1461년 ~ 1506년) - 며느리 : 청주 한씨(淸州 韓氏, 1459년 ~ ?) - 청천부원군 한백륜의 딸이자 안순왕후의 여동생 | - 장녀 : 신씨(愼氏, 1466년) - 승평부정(昇平副正) 이형(李泂, 1479년)의 처 - 차녀 : 신씨(愼氏, 1467년) - 남경(南憬, 1467년)의 처 - 외손자 : 의성위(宜城尉) 남치원(南致元, 1482년) - 성종의 5녀 경순옹주와 혼인 - 삼녀 : 신씨(愼氏, 1469년) - 안환(安煥, 1469년)의 처 - 사녀 : 폐비 신씨(廢妃 愼氏, 1476~1537) - 연산군(燕山君)의 왕비 - 외손녀 : 휘신공주(徽愼公主, 1491~ ?) - 길안현주의 아들 구문경과 혼인 - 외손자 : 폐세자 황(廢世子 𩔇, 1497~1506) - 외손자 : 창녕대군(昌寧大君, 1500~1506) |